# Lenny Kaye

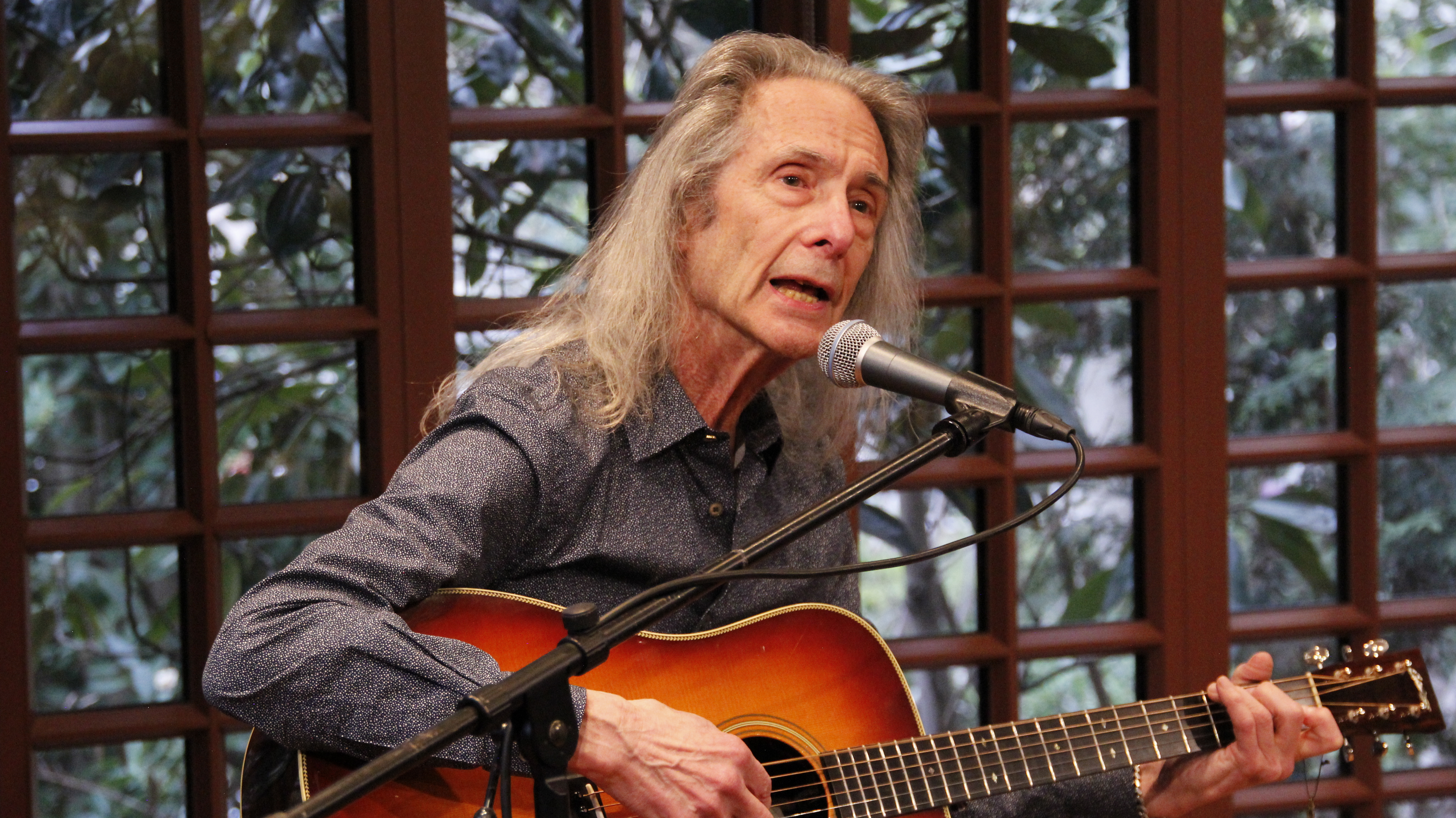
Lenny Kaye (2025)

Lenny Kaye (* 27. Dezember 1946 in New Brunswick, New Jersey, USA) war von 1975 bis zu ihrer Auflösung 1979 Gitarrist und Komponist der Patti Smith Group.
Im Februar 1971 begleitete er Patti Smith bei einer ihrer Lesungen mit der Gitarre. Später wurden sie von Richard Sohl (Piano) und von Ivan Král (Gitarre) verstärkt und spielten regelmäßig in und um New York. Er war 1972 als Herausgeber der Schallplatten-Kompilation Nuggets: Original Artyfacts from the First Psychedelic Era, 1965–1968 einer der ersten Autoren, die das Wort Punk-Rock benutzten und gilt als einer der Mitbegründer des modernen (Punk-)Rocks. Der Autor Steven Lee Beeber, Chronist der jüdischen Wurzeln des New Yorker Punkrocks, bezeichnet Kaye in seiner Anthologie The Heebie-Jeebies at CBGB’s als den „Schöpfer der Zehn Gebote des Punk“. 2010 war er in dem Film Film Socialisme zu sehen.
In den 1980er-Jahren hatte er seine eigene Band, die Lenny Kaye Connection. Er produzierte unter anderem die beiden ersten Alben von Suzanne Vega, sowie den Sampler Rubaiyát.
Er ist Ko-Autor der Autobiografie von Waylon Jennings.